# Bogertophis subocularis
Bogertophis subocularis là tên khoa học theo danh pháp hai phần của loài rắn chuột Trans-Pecos hoặc cũng gọi là rắn chuột núi Davis, một loài rắn cỡ trung bình đến lớn, loài đặc hữu của hoang mạc Chihuahua, được Brown mô tả khoa học đầu tiên năm 1901.

## Hình ảnh

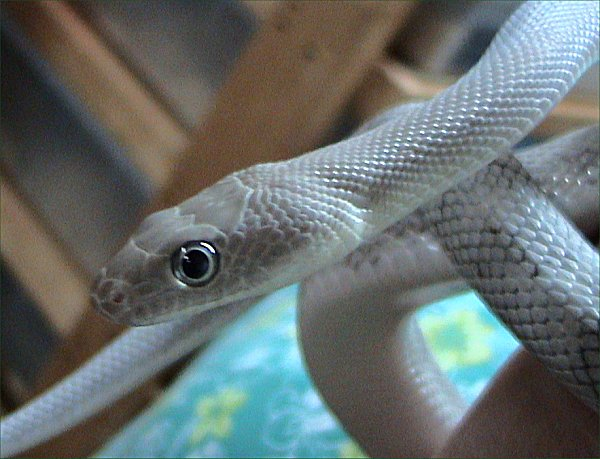
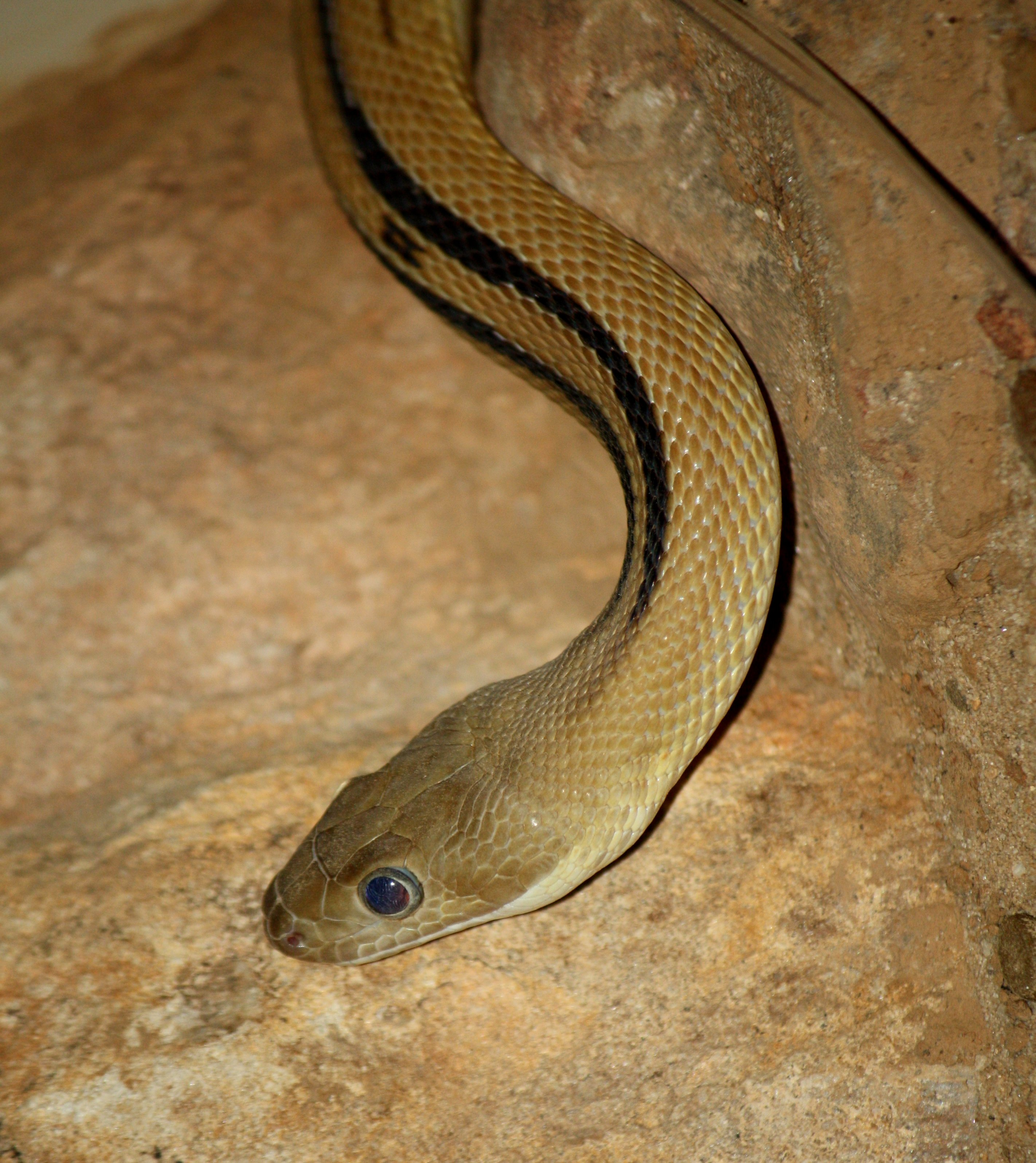
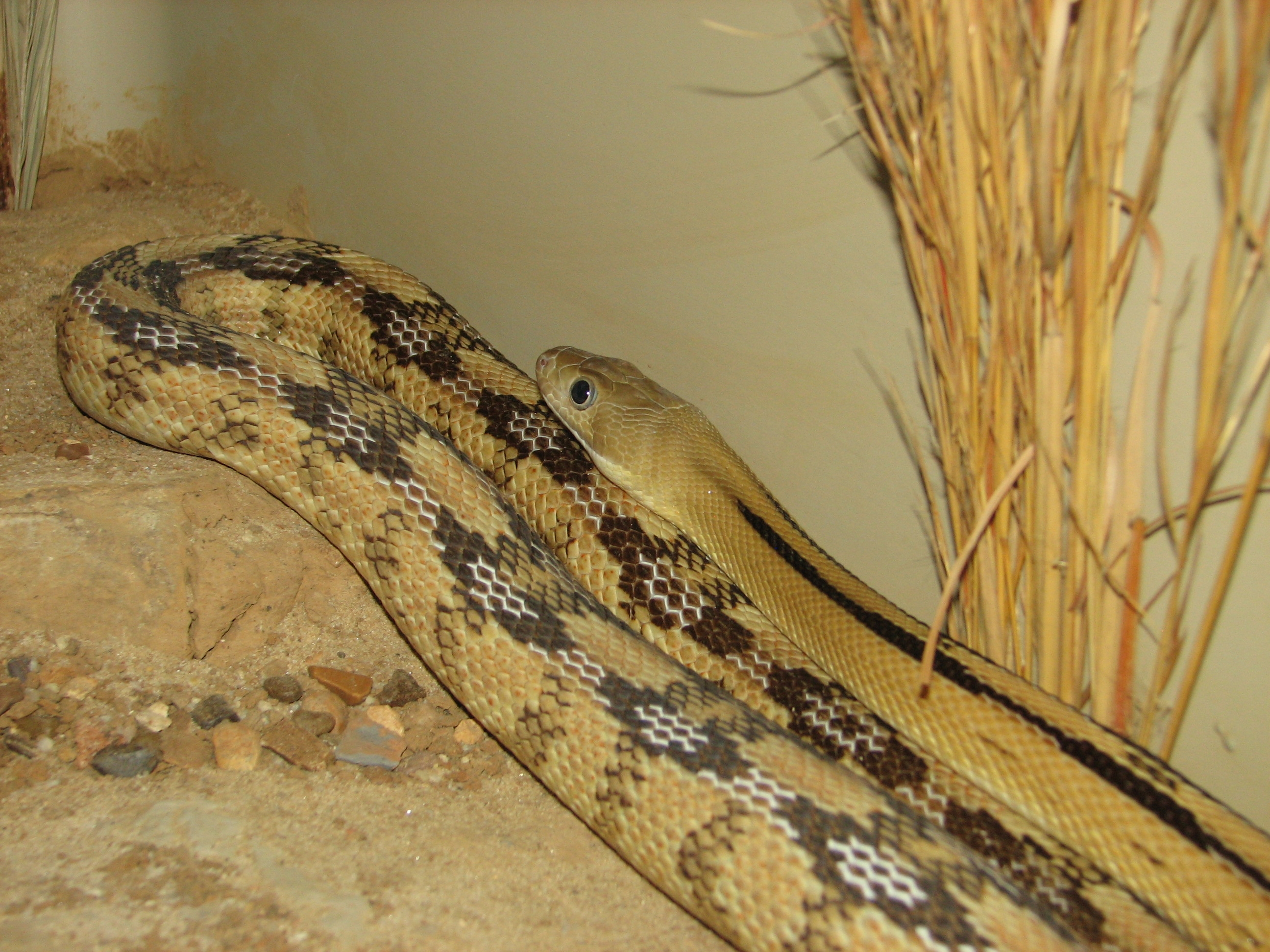